# Die dritte Generation
Die dritte Generation (literalment en català "La tercera generació") és una comèdia negra escrita i dirigida per Rainer Werner Fassbinder estrenada el 1979 a l'Alemanya Occidental. Va competir a la secció Un Certain Regard al Festival Internacional de Cinema de Canes de 1979. El títol fa referència a la tercera generació d'activistes de l'Alemanya Occidental, hereus de la (ja en aquells moments) desarticulada Fracció de l'Exèrcit Roig (RAF).

## Argument
L'obra narra la història d'un grup armat, compost per membres de classe mitjana a Berlín, que pretén retornar a l'acció tot i que desconeixen que un dels seus dirigents (interpretat per Volker Spengler) realment està conxorxat amb un empresari que finança el grup per tal d'incrementar ventes, tot amb el suport d'un comissari de la policía.

## Context
Fassbinder ja havia assaltat el tema de la RAF i les seves accions en la pel·lícula Deutschland Im Herbst, i aquí hi retorna per criticar un hipotètica nova generació mancada de tota connexió ideològica amb la base original. Fassbinder va realitzar la pel·lícula poc després de In einem Jahr mit 13 Monden i fa referència directa a molts altres títols de l'autor (per exemple, el personatge Volker Spengler es disfressa de dona, al·ludint al personatge transsexual que havia interpretat a In einem Jahr mit 13 Monden). Fassbinder va utilitzar actors recurrents com ara Harry Baer, Hanna Schygulla i Margit Carstensen.

## Repartiment
- Harry Baer - Rudolf Mann
- Hark Bohm - Gerhard Gast
- Margit Carstensen - Petra Vielhaber
- Eddie Constantine - P. J. Lurz
- Jürgen Draeger - Hans Vielhaber
- Raúl Gimenez - Paul
- Claus Holm - Opa Gast
- Günther Kaufmann - Franz Walsch
- Udo Kier - Edgar Gast
- Bulle Ogier - Hilde Krieger
- Lilo Pempeit - Mutter Gast
- Hanna Schygulla - Susanne Gast
- Volker Spengler - August
- Y Sa Lo - Ilse Hoffmann
- Vitus Zeplichal - Bernhard von Stein